# Semiramidini viseći vrtovi
Viseći vrtovi Babilona smatrani su za jedno od sedam svjetskih čuda, i navodno ih je oko 600. g. pr. Kr. dao sagraditi Nabukodonosor II. za svoju ženu Amitis od Medije koja je čeznula za svojom domovinom Medijom (Iran). Druga teorija pak kaže kako su sagrađeni za mitološku kraljicu Semiramidu koja je vladala na prijelazu iz 9. u 8. stoljeće pr. Kr. Ove vrtove su opširno opisali starogrčki povjesničari Strabon i Diodor sa Sicilije. Od arheoloških dokaza o postojanju vrta, postoje manji dokazi na mjestu gdje se nalazio Babilon, no nedovoljno da bi se potpuno potvrdio tako velik i opsežan vrt. Vrtovi su ležali na četverokatnoj kuli. Po Strabonu svaka je strana bila 4 pletara duga. Unutar svakoga kata bili su čvrsti svodovi od crijepa koji su se oslanjali na snažne visoke stupove. Platforme terasa bile su izrađene od masivnih kamenih ploča različitih oblika, a odozgo prekriveni jednim slojem trske, a potom zalivene asfaltom. Na to je bio nasut debeli sloj plodne zemlje dovoljan da u njemu rastu čak i male šume. Katovi vrtova bili su spojeni stepenicama i pokriveni pločicama ružičaste i bijele boje. Stupovi su dosezali visinu i do 25m te je bilo dovoljno svjetlosti za raslinje. Na polijevanju ovih vrtova radilo je stotinjak robova po čitav dan vukući vodu iz Eufrata pomoću sustava poluga i pumpi. 

## Vanjske poveznice
- Sedam svjetskih čuda: Viseći vrtovi Babilona (engl.)  Arhivirana inačica izvorne stranice od 7. srpnja 2011. (Wayback Machine)
- Viseći vrtovi Babilona (enciklopedija Britannica)

### Ostali projekti
|  | Zajednički poslužitelj ima još gradiva o temi Semiramidini viseći vrtovi |